# Ramal Amanov
Ramal Rəsul oğlu Amanov (ur. 13 września 1984) – azerski bokser, zdobywca srebrnego medalu na Mistrzostwach Świata 2005 w Mianyang, były reprezentant drużyny Baku Fires w rozgrywkach World Series of Boxing, mistrz Azerbejdżanu z roku 2005, 2007, 2008, 2009, 2010
oraz półfinalista z roku 2013.

## Kariera
W listopadzie 2005 zdobył srebrny medal w kategorii lekkiej na Mistrzostwach Świata 2005 w Mianyang. W 1/16 finału rywalem Azera był Faraj Al Matbouli Darweesh, który poległ przed czasem w trzeciej rundzie. W 1/8 finału pokonał Argentyńczyka Jesusa Cuellara, wygrywając ponownie przed czasem w rundzie trzeciej. W ćwierćfinale pokonał na punkty (30:17) reprezentanta Polski Krzysztofa Szota, zapewniając sobie miejsce na podium w kategorii lekkiej. W walce półfinałowej pokonał na punkty (29:22) Włocha Domenico Valentino, awansując wraz z Kubańczykiem Yordenisem Ugásem do finału. W finale przegrał z Kubańczykiem wyraźnie na punkty, ulegając mu 28:42.
W 2008 dwukrotnie uczestniczył w turnieju kwalifikacyjnym na Letnie Igrzyska Olimpijskie 2008 w Pekinie, ale odpadał w początkowych rundach.